# Dipoena pusilla
Dipoena pusilla là một loài nhện trong họ Theridiidae.
Loài này thuộc chi Dipoena. Dipoena pusilla được Eugen von Keyserling miêu tả năm 1886.